# 5 mars 2019
Le mardi 5 mars 2019 est le 64e jour de l'année 2019.

## Décès
Par ordre alphabétique.
- Jacques Loussier, pianiste et compositeur français.

## Événements
- élections législatives et référendum en Micronésie ;
- Identification chez un survivant de l'épidémie de maladie à virus Ebola en Afrique de l'Ouest d'un anticorps efficace face aux trois souches du virus Ebola et qui pourrait donc servir de base pour créer un vaccin efficace, publiée dans Nature Structural & Molecular Biology entre-autres par Kartik Chandran de l'Albert Einstein College of Medicine à New York et Erica Ollmann Saphire du La Jolla Institute for Immunology en Californie[1],[2] ;
- Confirmation dans Nature du deuxième cas connu dans le monde entier de rémission durable d'un patient souffrant du SIDA atteint du VIH-1[3],[4].